# Chortokópi
Chortokópi (Chortokopi, Dranova) är en ort i Grekland.   Den ligger i prefekturen Nomós Kaválas och regionen Östra Makedonien och Thrakien, i den nordöstra delen av landet, 300 km norr om huvudstaden Aten. Chortokópi ligger 79 meter över havet och antalet invånare är 398.
Terrängen runt Chortokópi är varierad. Runt Chortokópi är det ganska glesbefolkat, med 47 invånare per kvadratkilometer. Närmaste större samhälle är Kavála, 14,0 km öster om Chortokópi. I omgivningarna runt Chortokópi växer i huvudsak blandskog.